# Marta Hübner
Marta Hübner (* 16. April 1889 in Potsdam, Deutsches Reich; † 16. Februar 1969 in Berlin, Deutschland) war eine Volkskomikerin, Schauspielerin und Chanteuse.

## Leben
Hübner war das elfte Kind eines Verwaltungsbeamten. Sie besuchte das Stern’sche Konservatorium als Freischülerin. Ihr erstes Engagement für Gesangsvorträge erhielt sie 1914 bei Albert Kühne im „Klimperkasten“ in der Bülowstraße. Sie spielte acht Jahre lang am Nollendorff-Theater unter Herman Haller. Sie trat mit namhaften Kollegen wie Claire Waldoff, Lori Leux, Eugen Rex und Hugo Fischer-Koeppe auf.
Ihre Bühnenlaufbahn hatte sie in einem kleinen Café in Friedenau begonnen. Dort trug sie eigene Lieder vor. 1923 eröffnete der Admiralspalast und sie machte sich als Humoristin selbständig. Auf Schwank- und Operettenbühnen gab sie die „Komische Alte“. Sie trat in beinahe allen großen Unterhaltungstheatern Berlins auf. Sie spielte an der Scala, der Plaza, dem Wintergarten und am Rose-Theater. Nach Kriegsende spielte sie im Friedrichstadt-Palast und nahm, nach zwei Versuchen in der Stummfilmzeit, wieder kleine Filmrollen an. In der DDR spielte sie mehrfach in der Kurzfilmreihe Das Stacheltier mit. Für Electrola besprach sie mehrere Schallplatten.

## Tondokumente (Auswahl)
- Electrola E.G.6607 (ORA 3479) Eine Berliner Portjehfrau
- Electrola E.G.6607 (ORA 3476) Inventur-Ausverkauf
- Electrola E.G.6608 (ORA 3477) Eine Berliner „Schanktöse“
- Electrola E.G.6608 (ORA 3478) Eine urfidele Geburtstagsfeier

## Filmografie
- 1917: Der Theaterprinz
- 1918: Fürst Sally
- 1919: Die weiße Maus
- 1919: Unikum
- 1919: Arme Thea
- 1920: Der Klapperstorchverband
- 1947: Razzia
- 1949: Um eine Nasenlänge
- 1950: Eine Nacht im Séparée

Reihe Das Stacheltier (Satirische Kurzfilme)
- Prost Mahlzeit!, DDR 1955, Regie Harald Röbbeling – (Ella Koch)
- Bittere Medizin, DDR 1955, Regie Harald Röbbeling – (Bertha)
- Das schwarze Wunder, DDR 1956, Regie Richard Groschopp – (Beinhöferin)
- Von nun ab: Herr Kunze, DDR 1956, Regie Gottfried Kolditz –(Kioskverkäuferin)
- Kleine Fische, DDR 1956, Regie Richard Groschopp – (Frieda)